# غلوريا نيل
غلوريا نيل (بالإنجليزية: Gloria Neil)‏ هي ممثلة أمريكية، ولدت في 13 يناير 1941 في فينيكس في الولايات المتحدة.

## وصلات خارجية
- غلوريا نيل على موقع IMDb (الإنجليزية)
- غلوريا نيل على موقع قاعدة بيانات الفيلم (الإنجليزية)